# Planète-sauna
 (mai 2015).
Si vous disposez d'ouvrages ou d'articles de référence ou si vous connaissez des sites web de qualité traitant du thème abordé ici, merci de compléter l'article en donnant les références utiles à sa vérifiabilité et en les liant à la section « Notes et références ».
Une planète-sauna (calque de l'anglais sauna planet) ou, de façon plus correcte, une planète de vapeur (steam planet) ou une monde de vapeurest une planète de type planète-océan suffisamment chaude pour avoir une épaisse atmosphère de vapeur.
Pour les planètes suffisamment massives et chaudes, une couche d'eau sous forme supercritique pourrait exister : en effet, cet état se produit si l'eau est à une température supérieure à 374 °C et une pression de plus de 218 bar (pression qui règne, sur Terre, à environ 2,1 km de profondeur sous le niveau de la mer).